# Kostel Povýšení svatého Kříže (Nový Kostel)
Kostel Povýšení svatého Kříže je jednolodní římskokatolický kostel v Novém Kostele v okrese Cheb.
Je chráněn od rok 1997 jako kulturní památka České republiky.

## Historie
Původní kostel z roku 1613 byl postaven na popud tehdejšího faráře z Chlumu Svaté Maří. Spravován byl nejprve farou v Chlumu, první fara při kostele byla zřízena v roce 1657. Roku 1776 byl kostel rozšířen do současné podoby. Po kostelu byla pojmenována obec Nový Kostel, jako odlišení od staršího kostela v nedaleké obci Křižovatka.
V roce 1845 zapálil kostelní věž blesk, roztavily se kostelní zvony a shořely varhany. Následně byl kostel opraven a v roce 1884 byly do věže zabudovány hodiny.
Po druhé světové válce kostel chátral. Zdejší farnost zanikla v roce 2005 sloučením s farností Skalná. Pod skalenskou farností je kostel veden jako filiální.
Teprve po roce 2000 byla zahájena obnova kostela, roku 2009 byly zcela zrekonstruovány věžní hodiny. Při záchranných pracích byly roku 2010 objeveny v kostele tři ukryté hudební nástroje. Pocházejí nejspíš z počátku druhé světové války nebo je ukryli němečtí hudebníci během odsunu. V roce 2018 byl již kostel zrekonstruovaný a konají se v něm příležitostně různé kulturní akce.

## Stavební podoba
Kostel je jednolodní orientovaná stavba s obdélnou lodí na níž navazuje kruhově ukončený presbytář. Na podélnou část presbytáře navazuje závěr kostela. Loď i presbytář jsou členěny pilastry. Obdélná sakristie s oratoří v patře byla přistavena dodatečně na jižní straně kostela. Nad západním trojdílným průčelím se tyčí věž završena jehlancovou mansardou střechou, na vrcholu s křížem. Ve věži jsou zabudovány kostelní hodiny. Střechy kostela a sakristie jsou valbové. Fasády kostela jsou hladké s profilovanou římsou. Kostel má obdélná okna, ukončená plným obloukem. Hlavní oltář je pseudorenesanční z 2. poloviny 19. století, oltář svaté Anny z doby pochází z doby kolem roku 1725. Před bývalou farou stojí socha svatého Jana Nepomuckého z roku 1731 a poblíž sloup se sochou Panny Marie z roku 1716.